# An-Nibras
Die arabischsprachige Zeitschrift an-Nibrās (arabisch النبراس, DMG an-Nibrās ‚Die Laterne‘) erschien 1909 und 1910 einmal monatlich in Beirut. Der Gründer und Herausgeber war Scheich Mustafa al-Ghalayini, ein bekannter libanesischer Theologe, Schriftsteller und Reformer. Neben wissenschaftlichen Beiträgen und Erkenntnissen legte an-Nibrās den Schwerpunkt insbesondere auf kulturelle Themen. Der Leser sollte nicht nur literarisch und geschichtlich informiert werden. Für al-Ghalayini spielten vor allem die Äußerungen von Kritik an Politik und Gesellschaft eine große Rolle. Religiöse Themen standen nicht im Vordergrund, sollten jedoch ebenfalls Beachtung finden. Zeitungsabonnements wurden außerhalb des Libanon nicht nur für Ägypten, sondern auch für Amerika und Indien angeboten.